# جيف بلاكشير
جيف بلاكشير (بالإنجليزية: Jeff Blackshear)‏ هو لاعب كرة قدم أمريكية أمريكي، ولد في 29 مارس 1969 في فورت بيرس في الولايات المتحدة.

## وصلات خارجية
- جيف بلاكشير على موقع مرجع كرة القدم المحترفة.كوم (الإنجليزية)